# آنتوان بائومه
آنتوان بائومه (فرانسوی: Antoine Baumé‎؛ زاده ۲۶ فوریهٔ ۱۷۲۸ درگذشته ۱۵ اکتبر ۱۸۰۴) یک شیمی‌دان اهل فرانسه بود.

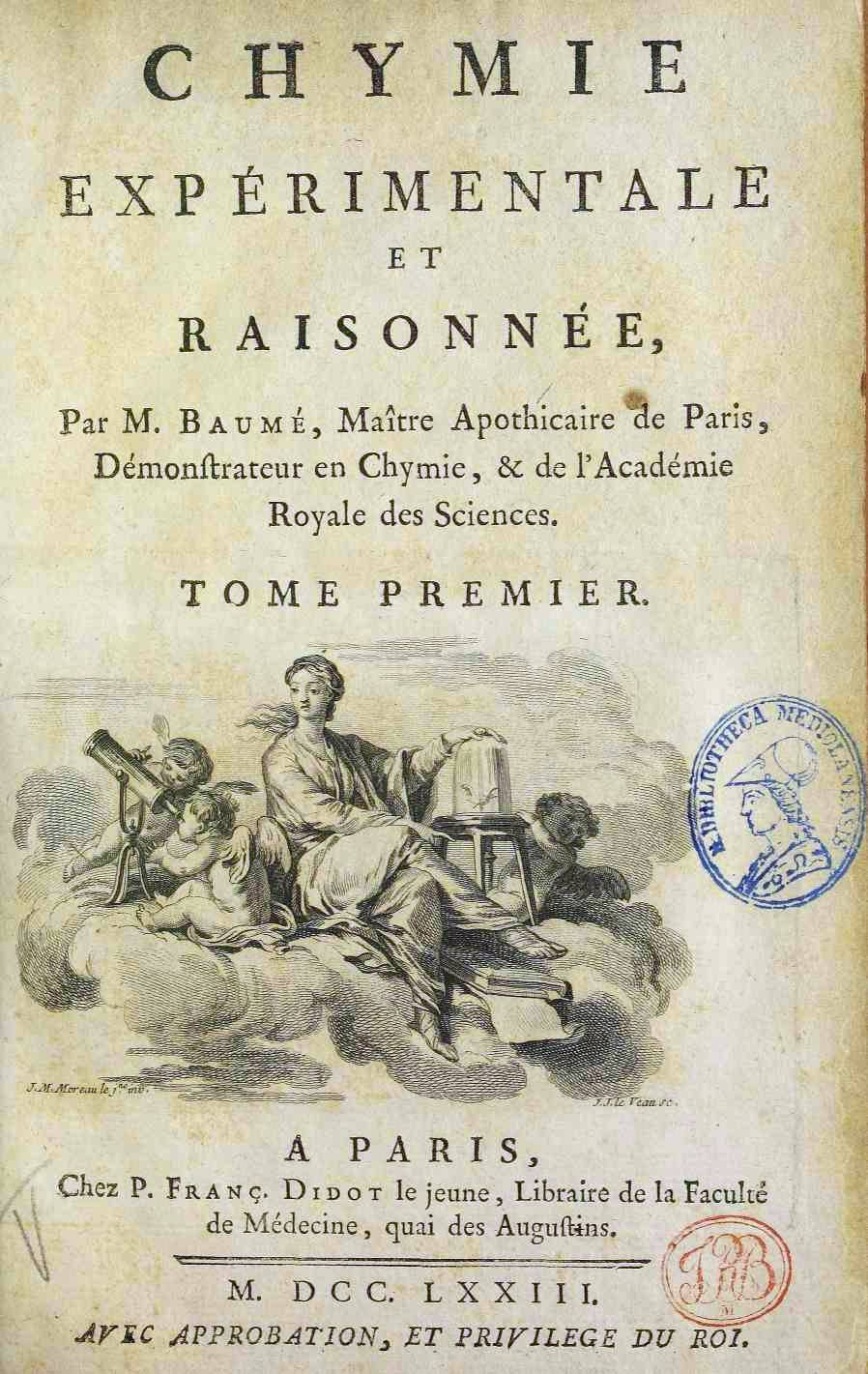
Chymie expérimentale et raisonnée, vol. 1, 1773